# 세티즌
세티즌(Cetizen)은 대한민국의 이동통신기기 전문 커뮤니티 사이트이다.

## 역사
- 2000년: KT의 사내 벤처 기업으로 설립
- 설립 2개월 후 KT에서 분사, 세티즌 사이트 운영 시작
- 2014년 6월: 해커들의 세티즌 회원 관리 시스템 해킹으로 회원 개인정보 유출[출처 필요]

## 논란

### 상표권 분쟁
일본의 시계 제조 업체 시티즌이 자신의 상표권을 침해했다는 이유로 소송을 제기해 1심에서는 시티즌이, 2심에서는 세티즌이 각각 승소 하였다. 하지만 대법원에서는 고등법원의 판결을 파기해 만약 시티즌이 승소할 경우 세티즌은 자사의 명칭과 도메인 주소 모두를 사용할 수 없게 된다.

## 참조
1. ↑  김정철 (2008년 6월 24일). “모바일 커뮤니티 세티즌 이대로 사라지나?”. 전자신문 쇼핑저널 버즈.